# Сыктывкарская улица (Петрозаводск)
Сыктывка́рская у́лица (карел. Siktivkaran uuličču) — улица в Петрозаводске в жилых районах Древлянка и Перевалка, проходит от улицы Чкалова до улицы Попова. Значительная часть улицы на участке от улицы Пархоменко до Лесного проспекта фактически отсутствовала — в 2017 году начато строительство участка от Лесного проспекта до перинатального центра и второй части улицы Сыктывкарской.

## История
В апреле 1986 года образована улица Карельских Партизан. В июне 1986 года получила своё нынешнее название в честь столицы Коми АССР — города Сыктывкара. Длина улицы — около 2 километров.
В 2011 году начата вырубка под продолжение на участке от улицы Попова в сторону строящегося микрорайона Древлянка-8.

## Застройка

### Нечётная сторона
На участке от улицы Чкалова до улицы Пархоменко Сыктывкарская улица застроена 9-этажными кирпичными жилыми домами.
Главной достопримечательностью является Храм во имя святого великомученика Пантелеимона.

### Чётная сторона
На участке от улицы Чкалова до Лесного проспекта улица застроена домами различной этажности и разных типовых серий.
На участке от Лесного проспекта до улицы Попова улица, в основном, застроена многоэтажными домами 75 серии. Также присутствуют здания школы (лицей № 1), детского сада, магазина, кирпичного 5-этажного жилого дома.
18 апреля 2013 года на улице в доме № 1 открыта муниципальная библиотека
Новый Республиканский перинатальный центр получил адрес улица Сыктывкарская, 9.

## Транспорт
Автобусный транспорт на улице работает с конца 1986 года. В 1988—1991 году по Сыктывкарской проходили все автобусные маршруты, связывающие Древлянку с городом.
По состоянию на февраль 2025 года через улицу проходят 3 автобусных маршрута:
- № 9 «Сулажгорская улица — Кемская улица»[7];
- № 12 «Финский проезд — ЖК Бульвар у родников», в направлении ЖК Бульвар у родников[8];
- № 26 «Финский проезд — Кемская улица»[9].